# Lestodiplosis chrysanthemi
Lestodiplosis chrysanthemi är en tvåvingeart som beskrevs av Jean-Jacques Kieffer 1913. Lestodiplosis chrysanthemi ingår i släktet Lestodiplosis och familjen gallmyggor. Inga underarter finns listade i Catalogue of Life.